# 四氢吡喃
四氢吡喃，又称氧杂环己烷，六元含氧的饱和杂环，分子式C5H10O。
四氢吡喃环存在于很多天然产物中。它是吡喃糖的结构核心。海洋生物毒素刺尾鱼毒素（Maitotoxin）分子中就含有28个四氢吡喃环。

## 制取
由二氢吡喃在雷尼镍存在下加氢或1,5-二溴戊烷与水在氧化锌作用下反应制备。

## 性质
无色易燃液体，有特殊气味。光照下生成爆炸性的有机过氧化物。

## 用途
用作溶剂和合成中间体。2-四氢吡喃基可用作羟基的保护基。
上保护基：2,3-二氢吡喃与醇、酚在酸催化下加成，得到α-四氢吡喃醚。
脱保护基：无机酸作用下水解为原来的醇和5-羟基戊醛。